# Saertex
Die Saertex GmbH & Co. KG (Eigenschreibweise: SAERTEX) mit Sitz in Saerbeck in Nordrhein-Westfalen, ist die Muttergesellschaft der Saertex-Gruppe. Saertex ist ein mittelständisches Familienunternehmen mit weltweit 1400 Mitarbeitern an 15 Standorten. 

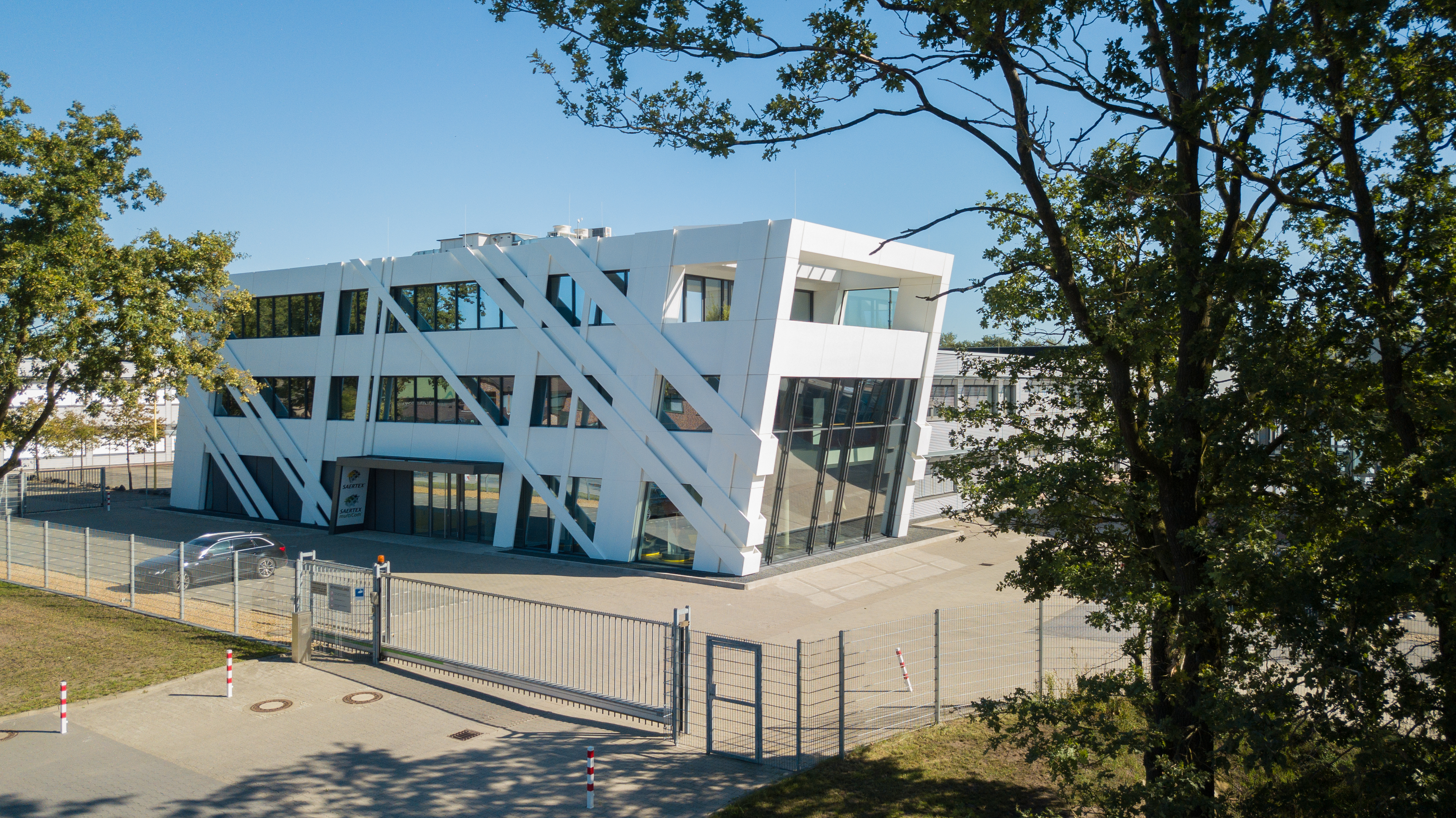
Hauptsitz in Saerbeck

## Geschichte
1982 wurde die Saertex Wagener GmbH & Co. KG von dem heutigen Gesellschafter Bruno Lammers und Gert Wagener in Saerbeck gegründet.
1996 folgte die Gründung der Tochtergesellschaft Saertex multiCom GmbH, die UV-lichthärtende GFK-Schlauchliner für die grabenlose Rohrsanierung von Abwasser- und Versorgungsleitungen für Trinkwasser und Gas produziert.
Seit 1997 erhielt Saertex die erste Qualifikation für die Luftfahrtindustrie und ist seitdem Lieferant für die Branche.
Mit der Einweihung einer Fertigungsstätte in North Carolina in den USA begann im Jahr 2001 die Auslandsproduktion. Ein Jahr später entstand ein neues Werk in Stade zur Bauteilfertigung für Airbus. Das Werk in Stade wurde Ende 2020 geschlossen.
Saertex Baltics UAB, ursprünglich DEVOLD AMT, wurde 1990 in Norwegen als Unternehmen auf dem Markt für multiaxiale Verstärkungsmaterialien gegründet und gehört seit 2014 zur Saertex-Gruppe. Die Produktionsstätte befindet sich im nördlichen Litauen, in der Stadt Kuršėnai der Rajongemeinde Šiauliai.

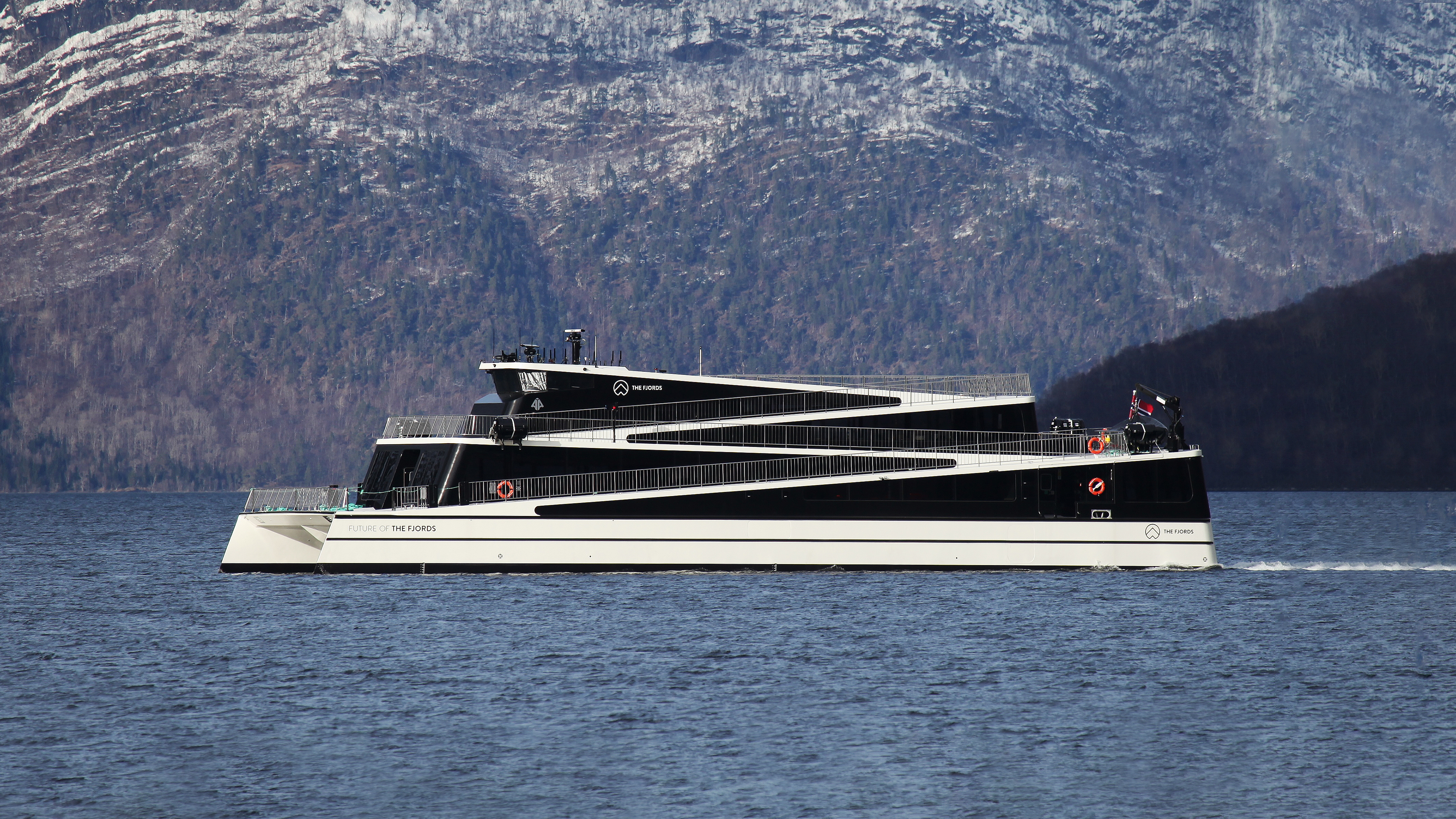
Future of the Fjords

Zusammen mit Brødrene Aa und zwei weiteren Partnern entwickelte Saertex 2016 das fast vollständig aus Carbon bestehende Sightseeing-Schiff Vision of the Fjords, einen elektrisch betriebenen Katamaran.
2019 übernahm die Saertex-Gruppe 100 % der Anteile des fränkischen Unternehmens TK Industries GmbH, eines mittelständisch geprägten Herstellers von Gelegen aus Kohlenstofffasern mit Sitz in Selbitz im Landkreis Hof.

## Produkte
Saertex entwickelt und produziert Verstärkungsmaterialien aus Glas-, Carbon- und Aramid-Fasern für Leichtbauteile, sogenannte multiaxiale Gelege. Die technischen Textilien finden unter anderem Anwendung in der Wind-, Luftfahrt-, Automobil- und Sportindustrie sowie im Bootsbau und Schienenverkehr. Zudem stellt die Saertex multiCom GmbH UV-lichthärtende GFK-Liner her; im Jahr 2019 mit rund 80 Millionen Euro Umsatz und 825.000 verkauften Laufmetern.